# Joaquín de Santiyán y Valdivieso
Joaquín de Santiyán y Valdivieso (Arce, Piélagos, Cantabria, 13 de janeiro de 1733 - Tarragona, 5 de julho de 1783) foi bispo de Urgell, e co-príncipe de Andorra entre 1772 e 1779 e arcebispo de Tarragona entre 1779 e 1783.